# Antrocephalus brevidentata
Antrocephalus brevidentata är en stekelart som beskrevs av Roger Roy och Farooqi 1984. Antrocephalus brevidentata ingår i släktet Antrocephalus och familjen bredlårsteklar. Inga underarter finns listade i Catalogue of Life.